# NGC 1665
NGC 1665 é uma galáxia lenticular (S0) localizada na direcção da constelação de Eridanus. Possui uma declinação de -05° 25' 38" e uma ascensão recta de 4 horas, 48 minutos e 17,0 segundos.
A galáxia NGC 1665 foi descoberta em 5 de Outubro de 1785 por William Herschel.